# Ждановка (Мордовия)
Ждановка — деревня в составе  Перхляйского сельского поселения Рузаевского района Республики Мордовия.

## География
Находится на расстоянии примерно 19 км на север-северо-запад по прямой от районного центра города Рузаевка.

## История
Известна с 1869 года, когда она была учтена как владельческая деревня Саранского уезда из 42 дворов. Название дано по фамилии первоначальных владельцев, служилых татар Ждановых.

## Население
Постоянное население составляло 1 человек (русские 100%) в 2002 году, 0 в 2010 году.